# Vincere

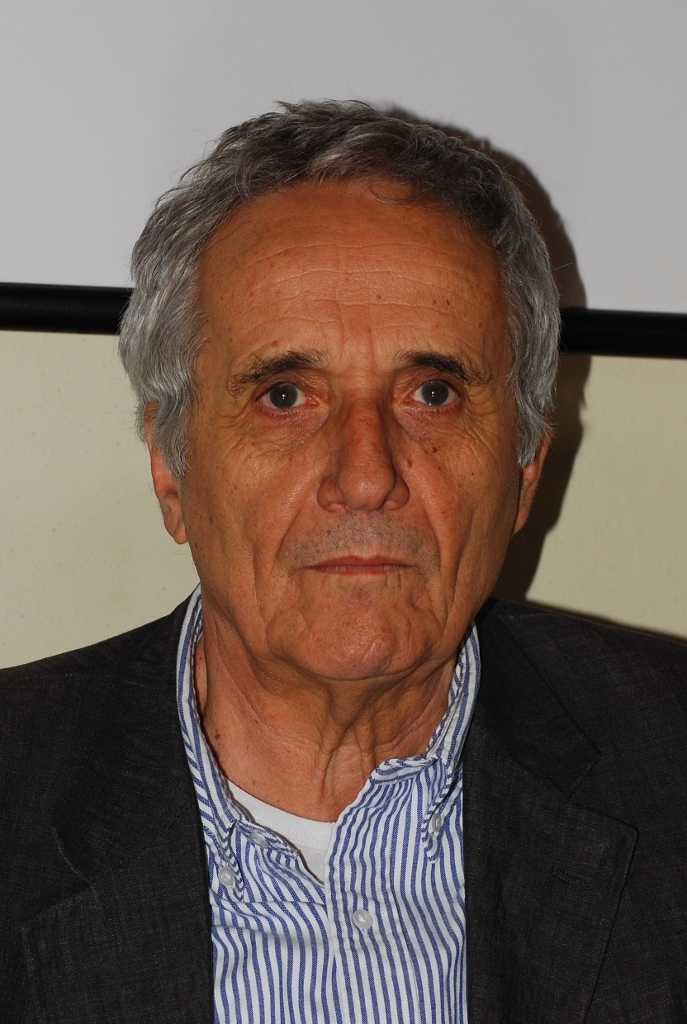
regisseur Marco Bellocchio in 2010

Vincere is een film uit 2009 geregisseerd door Marco Bellocchio, die samen met Daniela Ceselli het scenario schreef. De film verhaalt de relatie tussen Benito Mussolini en zijn eerste vrouw Ida Dalser vanuit het standpunt van Ida Dalser en hun zoon Benito Albino. Vincere is een Italiaans-Franse coproductie en werd vertoond op het filmfestival van Cannes van 2009 in de officiële competitie. 

## Verhaal
Vincere vertelt het weinig bekende verhaal van Ida Dalser, een schoonheidsspecialiste die rond 1910 in de ban raakt van de jonge Mussolini en diens ideeën. Ze verkoopt zelfs al haar bezittingen om met de opbrengst hem te helpen om de krant Popolo d'Italia op te richten. Ze trouwen kort voor de Eerste Wereldoorlog en krijgen een zoon, die Benito Albino Mussolini wordt gedoopt.
Maar Ida ontdekt later dat Mussolini in 1915 getrouwd is met een andere vrouw, Rachele Guidi, met wie hij al een kind had en die hij als zijn officiële vrouw naar voor schuift. Hij verstoot zowel Ida als Benito Albino, en probeert alle sporen over zijn eerste huwelijk uit te wissen. Ida tracht met alle middelen te bewijzen dat zij de eerste officiële echtgenote van Mussolini en moeder van zijn zoon is, maar ze wordt in 1926 opgesloten in een psychiatrische inrichting waar ze in 1937 op 57-jarige leeftijd overlijdt, zonder haar zoon nog ooit te hebben gezien. Die wordt zelf in een asiel nabij Milaan opgesloten worden waar hij in 1942 overlijdt.

## Rolverdeling
- Giovanna Mezzogiorno als Ida Dalser
- Filippo Timi als Benito Mussolini en als de volwassen Benito Albino Mussolini
- Michela Cescon als Rachele Guidi
- Fausto Russo Alesi als Riccardo Paicher
- Pier Giorgio Bellocchio als Pietro Fedele
- Corrado Invernizzi als dokter Cappelletti

## Onderscheidingen
De film werd goed ontvangen op het filmfestival van Cannes, maar kreeg geen onderscheiding.
Op het Internationaal filmfestival van Chicago van 2009 won de film een Silver Hugo voor beste regie, beste actrice (Giovanna Mezzogiorno) en beste acteur (Filippo Timi), en een Gold Plaque voor beste cinematografie (Daniele Cipri).
De film kreeg in 2009 een Italiaanse Nastro d'Argento voor beste actrice (Giovanna Mezzogiorno), beste fotografie, beste montage en beste scenografie.
Vincere won ook verschillende Premi David di Donatello in 2010, waaronder die voor beste regie en beste cinematografie.
Filippo Timi werd ook genomineerd voor beste acteur op de 22e Europese Filmprijzen in 2009.